# Jesús Aizpún
Jesús Aizpún Tuero, né le 17 juin 1928 à Pampelune et mort le 29 décembre 1999 dans la même ville, est un avocat et un homme politique espagnol.

## Biographie
Fils de Rafael Aizpún Santafé, il fonda au début de la Transition démocratique espagnole le Partido Demócrata Liberal de Navarra (Parti démocrate-libéral de Navarre), qui s'intégra en 1977 au sein de l'Unión de Centro Democrático (Union du centre démocratique). La même année, il fut élu député pour la Circonscription électorale de Navarre.
Il quitta son parti en octobre 1978 en raison de son désaccord avec la Quatrième disposition transitoire de la Constitution espagnole, qui prévoyait l'intégration de la Navarre au sein de la Communauté autonome du Pays basque, après consultation du Parlement de Navarre et du peuple navarrais à travers un référendum).
En janvier 1979, il fonda un nouveau parti régionaliste navarrais, l'Unión del Pueblo Navarro (Union du peuple navarrais), pour lequel il fut élu député de 1979 à 1996. Il occupa également la présidence de l'UPN entre 1985 et 1997.